# Festival de Cine Ambiental de Finger Lakes
El Festival de cine Medioambiental Finger Lakes (en inglés, Finger Lakes Environmental Film Festival, FLEFF) es un festival anual de diversas artes, interdisciplinario y transmedia, en Ithaca, Nueva York, dedicado a mostrar proyectos de medios globales que se centran en temas relacionados con la sostenibilidad.

## Historia
El Festival de cine Medioambiental Finger Lakes se lanzó en 1997 en un proyecto de divulgación del Centro para el Entorno en la Universidad Cornell, Ithaca, Nueva York. Siempre dedicado a las películas con un mensaje, el festival, bajo la dirección del programa Christopher Riley, se expandió para convertirse en un importante evento regional en el norte del estado de Nueva York.
En 2004, Ithaca College fue el principal patrocinador y anfitrión del festival. En 2005, el festival se trasladó de forma permanente a Ithaca College, donde está ubicado en la División de Estudios Interdisciplinarios e Internacionales como un programa para vincular la investigación y el debate intelectual con problemas globales más amplios.

## Programación
En los últimos años, FLEFF avanzó hacia la incorporación de nuevos medios como una plataforma más para cuestionar la sustentabilidad en todas sus formas: económica , social, ecológica, política, cultural, tecnológica y estética . El festival está en el espíritu de la iniciativa de la UNESCO sobre el desarrollo sostenible. Esta iniciativa ha redefinido y asuntos medioambientales expandidos para explorar las interconexiones internacionales entre guerra, aire, enfermedad, la tierra, salud, agua, genocidio, comida, educación, tecnología, patrimonio cultural, y diversidad. A través de películas, videos, nuevos medios, instalaciones, performances, paneles y presentaciones , el festival entabla un vigoroso debate en todos los medios y disciplinas. Recibe a una gran cantidad de artistas nacionales y transnacionales cada año durante una semana y presenta a Ithaca College como un centro regional y nacional para pensar de manera diferente —en nuevas formas, interfaces y formas— sobre el medio ambiente y la sostenibilidad.
En marzo de 2012, FLEFF fue codirigido por la profesora de cine, fotografía y artes mediáticas Patricia Zimmerman y el profesor de política Thomas Shevory en Ithaca College.